# Julius Noerr
Julius Noerr (* 6. November 1827 in München; † 28. Mai 1897 in Starnberg) war ein deutscher Landschafts- und Genremaler.

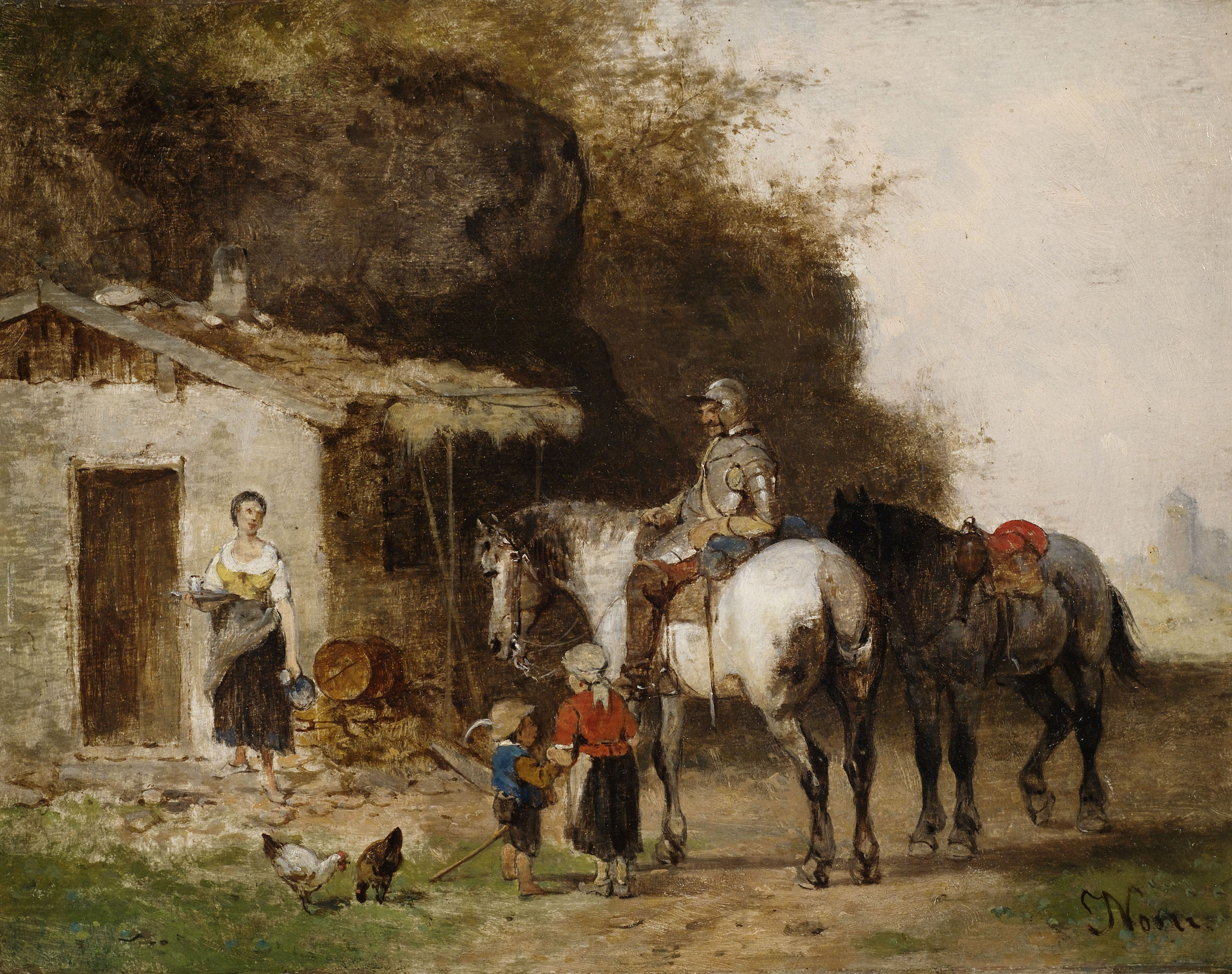
Julius Noerr: Rast

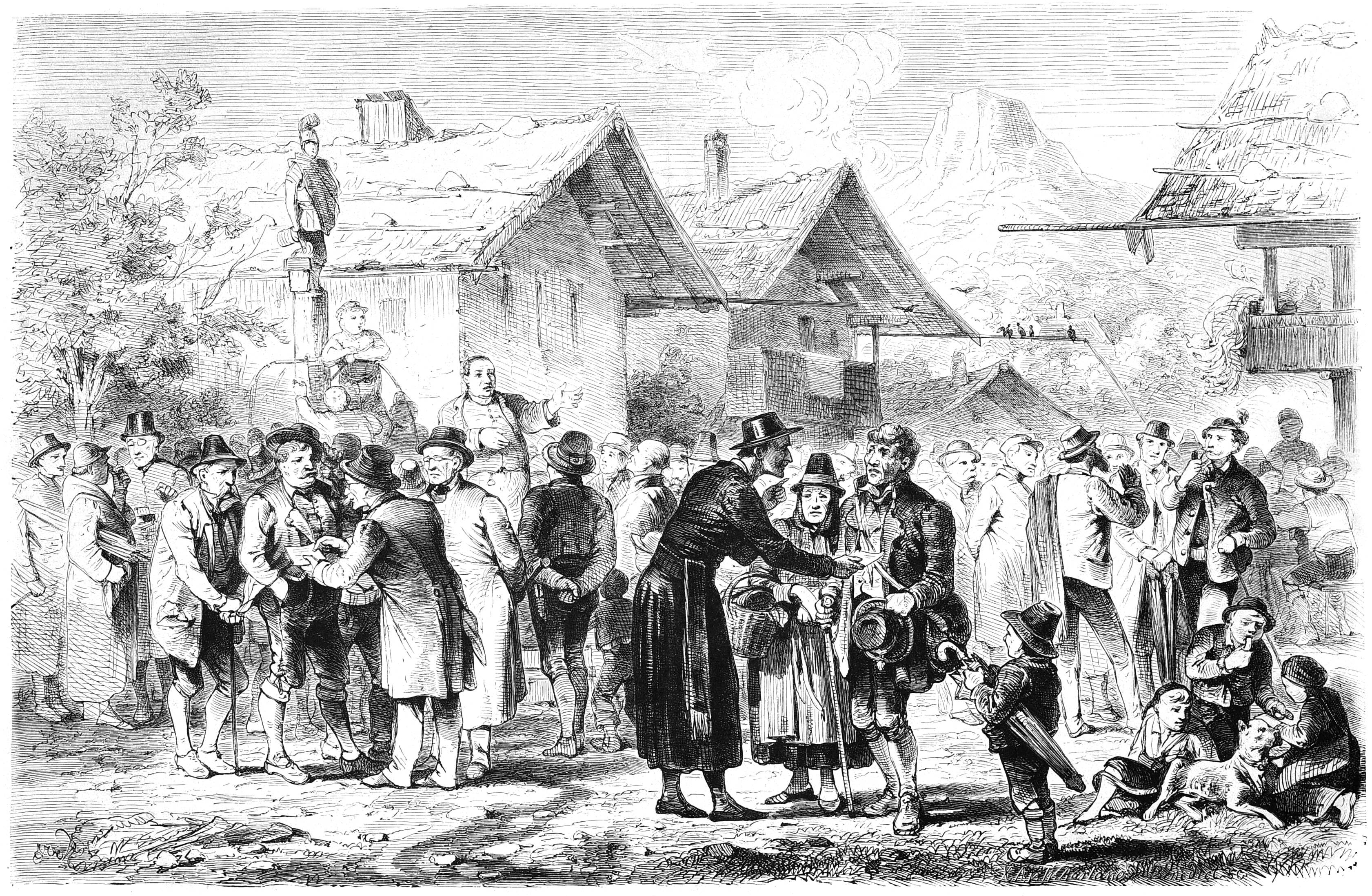
Ein Wahltag im bayrischen Gebirge. Nach der Natur aufgenommen von Julius Noerr in München. In: Die Gartenlaube (1869)

## Leben
Julius Noerr begann seine künstlerische Ausbildung 1847 an der Münchner Akademie zunächst bei dem Schlachtenmaler Feodor Dietz, wechselte dann jedoch das Genre und wandte sich unter dem Schweizer Maler Johann Gottfried Steffan der Landschaft zu. Mit Steffan, der hauptsächlich das Berchtesgadener Land in seinen Bildern festhielt, machte er verschiedene Studienreisen durch Bayern. Anschließend führten ihn weitere Studienreisen durch Deutschland, in die Schweiz und nach Oberitalien.
Eduard Schleich d. Ä. hatte auf Noerr großen Einfluss, ebenso wie Adolf Lier, mit dem er befreundet war. Um 1865 kam Noerr erstmals an den Chiemsee, wo er sich dem Kreis der dortigen Maler um Hugo Kauffmann anschloss, die in Prien als „Bären und Löwen“ gemeinsame Treffen veranstalteten. Wie auch Hugo Kauffmann, mit dem er ebenfalls eng befreundet war, ging er dann nach Prien und ließ sich dort Anfang der 1870er Jahre nieder.

„In Partenkirchen lernte mein Vater den Münchner Kunstmaler Julius Noerr kennen, der ihm in der Folgezeit ein lieber Freund geworden ist.

Noerrs Landschaften erregen neuerdings Aufsehen bei Kritikern, die jetzt die Münchner Kunst der sechziger Jahre entdecken und erstaunt über die hohen Werte sind, die sich ihnen darbieten; vielleicht können ihnen die Landschaften wie die Tierbilder Noerrs, seine reizvollen Aquarelle und Zeichnungen, seine Genrebilder zeigen, wie vielseitig dieser Künstler war, der wie kaum ein anderer die Alpenwelt kannte und in nie versiegender Freude am Malerischen jeder Spezialität abhold blieb.“

## Schüler
Auf Vermittlung von Adolf Heinrich Lier hatte Carl Malchin, später Mecklenburgs bekanntester Landschaftsmaler, Unterricht bei Noerr. Malchin hatte ab 1860 das Polytechnikum in München besucht, um Vorlesungen in Geodäsie und Ingenieurwissenschaften zu hören.

## Werke (Auswahl)
- Bauernfamilie mit einem Heuboot am Chiemsee. 1862
- Chiemseemorgen. 1867
- Abendstimmung. 1869[3]
- Herbststimmung. 1869[3]
- Reiter und Fuhrwerk im Moor. 1875
- Picknick am Chiemsee. 1875
- Chiemseefischer bei der Rast. 1878
- Heimkehr vom Felde. 1879[3]
- Willkommene Beute (Morgenstimmung). 1883[3]
- Versprengte Truppe (Abendstimmung). 1883[3]
- Reiter und Fuhrwerk im Moor. 1875
- Picknick am Chiemsee. 1875
- Chiemseefischer bei der Rast. 1878
- zur Vesperzeit. 1888[3]
- Rast bei der Jagd. 1888[3]
- Mittag im Walde. 1891[4]
- Frühling am Starnberger See.
- Kartoffelernte.
- Landschaft mit Reitern aus dem Dreißigjährigen Krieg.
- Partie am Chiemsee.
- Mittag im Steinbruch.

Illustrationen für die Zeitschriften:
- Über Land und Meer
- Die Gartenlaube